# Mariano Graneros
Mariano Graneros (La Paz, Imperio español; 5 de enero de 1771 - 29 de enero de 1810) fue uno de los principales partícipes de la revolución del 16 de julio en La Paz, Bolivia, representando al sector popular de la revolución.

## Biografía
Mariano Graneros y Junco nació en La Paz el 5 de enero de 1771, hijo de Manuel Graneros y de Josefa Junco. 
Era de baja estatura y gordo, valiente y muy popular. Lo llamaban el "Challatejeta" o "chaya-tegeta" (arena retobada). Entre 1802 y 1807 se desempeñó como alguacil y carcelero.
Poseía un café y billar en la esquina de la calle de La Merced donde se reunían los independentistas, a cuyo partido adhirió tempranamente.
El 17 de junio de 1802 casó con Manuela Pagadora y tuvo tres hijos: María Agustina (1802), Liberata (1806) y Jerónima, que nacida en julio de 1809 fue apadrinada por Pedro Domingo Murillo.
Fue uno de los concurrentes a la junta que el 12 de julio en la casa de Juan Antonio Figueroa resolvió dar el golpe el 16 de julio. Allí fue encargado junto a Melchor Jiménez (alias "el pichitanga") para sondear a los soldados del batallón de guardia. En la fecha prevista el batallón de milicias al mando de su segundo jefe Juan Pedro de Indaburu copó el cuartel de veteranos mientras la población se volcaba a la plaza.

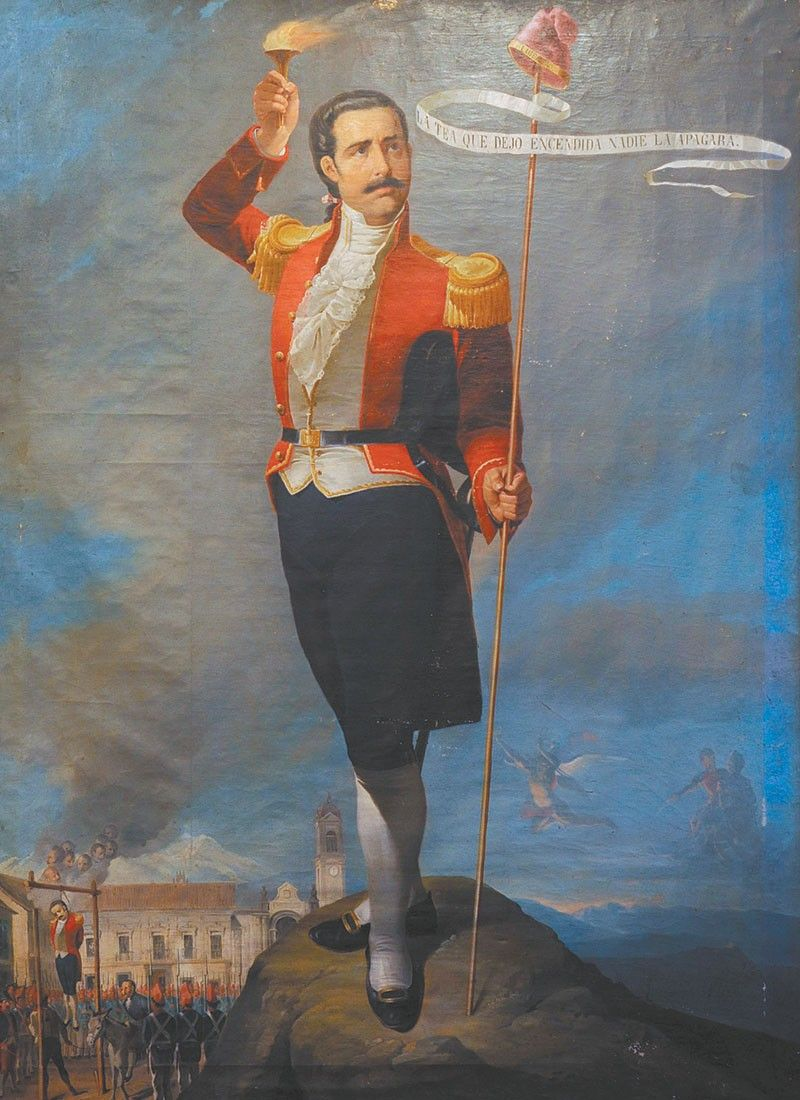
Ejecución de Pedro Murillo.

Tras la revolución fue nombrado capitán de la primera compañía de Granaderos teniendo como segundo al teniente Hipólito Landaeta. Declarada el 18 de julio la guerra a Puno, el 24 de septiembre partió con sus fuerzas hacia Tiahuanaco bajo el mando de Juan Bautista Sagárnaga. 
Tras la dispersión de las tropas rebeldes el 25 de octubre en los Altos de Chacaltaya a manos del José Manuel de Goyeneche, Graneros se retiró hacia los Yungas. Con el grado de comandante participó de los combates finales en Chicaloma e Irupana, el 11 de noviembre de 1809.
Consiguió huir pero en el Alto de Pampahasi fue sorprendido y detenido por una partida al mando de Miguel Chávez, tras lo que fue conducido encadenado a La Paz el 4 de noviembre.
El fiscal Pedro López Segovia tomó su declaración el 8 de noviembre de 1809. Firmó su confesión el 6 de enero de 1810 y fue condenado a muerte. Esa noche fue conducido al Seminario, se le comunicó la sentencia y fue puesto en capilla. El día 29 de enero fue ahorcado junto con Murillo y los restantes líderes ajusticiados. A las seis de la tarde descolgaron sus restos, que fueron sepultados en el atrio del Templo del Carmen.